# Мінська (станція метро, Москва)
Мінська (рос. Минская) — станція Солнцевської лінії Московського метрополітену, відкрита 16 березня 2017 року. У складі дистанції «Парк Перемоги» — «Раменки». Станція розташована на Мінській вулиці, між перетином її з Київським напрямком залізниці і примиканням Староволинської вулиці.

## Технічна характеристика
Станція закритого типу Колонна двопрогінна мілкого закладення (глибина закладення — 15 м).
Ширина міжколії — 12,9 м. Крок колон — 6 м. Висота від рівня платформи до низу перекриття — 5,7 м.
Станція має один підземний вестибюль у південному торці, сполучений з платформою сходами шириною 5,9 м і ліфтом для маломобільних пасажирів. У північному торці побудовано аварійний вихід, який складається зі сходів завширшки 5,9 м, що прямують від рівня платформи на висоту 3,48 м до підземного хідника, і сходового блоку, прямуючого на поверхню землі.
За проектом передбачено спорудження другого підземного вестибюля, що має знаходиться між Мінською вулицею і з'їздом на Староволинську вулицю, який має бути з'єднаний ескалаторним похилим ходом з ходком, що є частиною аварійного виходу.

### Колійний розвиток
Станція без колійного розвитку.

## Оздоблення
Яскраві кольорові композиції врівноважені нейтральним сірим кольором інших стін, облицьованих металокерамічними панелями, металевою шліфованою поверхнею алюмінієвих стільникових панелей, панелей 3D Perfo, вертикальною алюмінієвою рейкою V100 на стелях вестибюлів і станцій, а також алюмінієвих стільникових панелей колійних стін. Відповідні кольори переходять зі стін пішохідних переходів на торцеві стіни і далі на стелі павільйонів над сходовими сходами. Поєднання світло-сірого і двох кольорів темно-сірого полірованого граніту у вестибюлях і на платформовій ділянці і сірого термообробленого граніту у пішохідних переходах і на сходових спусках своїм нейтральним кольором також підтримують головну колірну лінію станцій.
Графічні композиції присвячені військовій техніці, що знаходиться поблизу станції на відкритому майданчику музею Великої Вітчизняної війни. На панно, на білому тлі, представлені елементи одного з унікальних експонатів залізничних військ — далекобійної гармати форту «Червона гірка» Кронштадтської позиції. Числа 41-45 в графічних композиціях, тло табличок з назвою станції і окремі стіни мають червоно-бурий колір.
Тематичні зони на станції знаходяться на шляху проходження пасажирів на обтічної поверхні стін касових блоків і на торцях вестибюлів над сходовими спусками і ескалаторних нахилами. На платформових ділянках вони розташовуються на тих гранях колон, які звернені до вестибюлів, і малюнок в перспективі перетікає з однієї колони на іншу.
Для безпеки пасажирів на краю платформи передбачена установка перегородок заввишки 3 м з тонованого скла з автоматичними розсувними дверима (PSD), які відкриваються після зупинки поїзда і закриваються перед його відправленням.
Система інформування пасажирів складається з інформаційних блоків, сполучених з пасажирськими лавами, і інформаційних покажчиків на прозорих щитах. Маршрутні схеми лінії, назви станції та інші елементи пасажирської навігації виконані на колійних стінах, а після установки PSD будуть перенесені на панелі що світяться, інтегровані у фриз, розташований над світлопрозорою частиною перегородок з розсувними дверима.
Всі шляхи руху виконані з урахуванням потреб маломобільних пасажирів.
Підземний вестибюль сполучений пішохідним переходом з двома сходовими спусками, накритими скляними типовими павільйонами прямокутної форми, кожен з яких обладнаний ліфтом для маломобільних пасажирів.
Уздовж траси лінії на поверхні землі розташовуються ятки припливної та витяжної вентиляції. Всі наземні об'єми вирішені в одному стилі, підтримують двоколірне рішення типових прямокутних павільйонів над сходовими спусками і являють собою композиції паралелепіпедів різного розміру з плоскою покрівлею, облицьовані глазурованими металокерамічними панелями червоно-бурого кольору в поєднанні з плитами з габро-діабазу і ґратами з сталевого профілю, пофарбованого у темно-сірий колір.

## Пересадки
- Автобуси: е29, 103, 130, 260, 464, 470, П209
- Залізнична платформа  Мінська